# Virgen de los Ángeles (Pere Serra)
La Virgen de los Ángeles es una parte de un retablo pintado por Pere Serra. Actualmente se expone en el Museo Nacional de Arte de Cataluña.
Pertenece al arte gótico

## Descripción
Esta espléndida tabla central y los dos cuerpos de predela con santos (que en su día debían de flanquear un sagrario) son las únicas partes conservadas de un retablo. Dedicado a la Virgen María, fue pintado para una de las capillas de la girola de la catedral de Tortosa, probablemente hacia la década de los años ochenta del siglo XIV. El compartimento de la Virgen con el Niño rodeados de ángeles músicos es una versión de gran delicadeza y refinamiento de un tipo iconográfico que gozó de una fortuna inmensa en la época. Pere Serra, el autor del retablo, perteneció a una familia de pintores que acabaron encabezando la pintura catalana de la segunda mitad del siglo XIV.
En el MNAC se conservan también las dos secciones laterales de la predela. Las tres tablas proceden de la catedral de Tortosa (Bajo Ebro), y forman parte de una adquisición de la colección Plandiura, 1932.